# Kisenge
Kisenge é uma vila da província de Lualaba, localizada no sul da República Democrática do Congo, nas proximidades da fronteira com Angola.

## Clima
O clima é tropical, sendo a vila rodeada por densas florestas. Entre os meses de maio e setembro chove muito na localidade.

## População

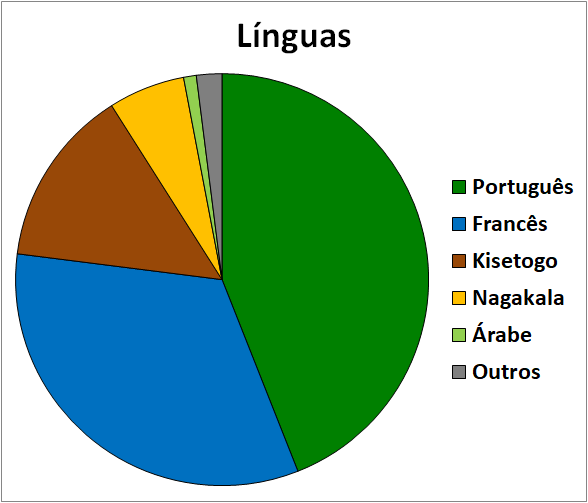
Línguas em Kisenge (2019)

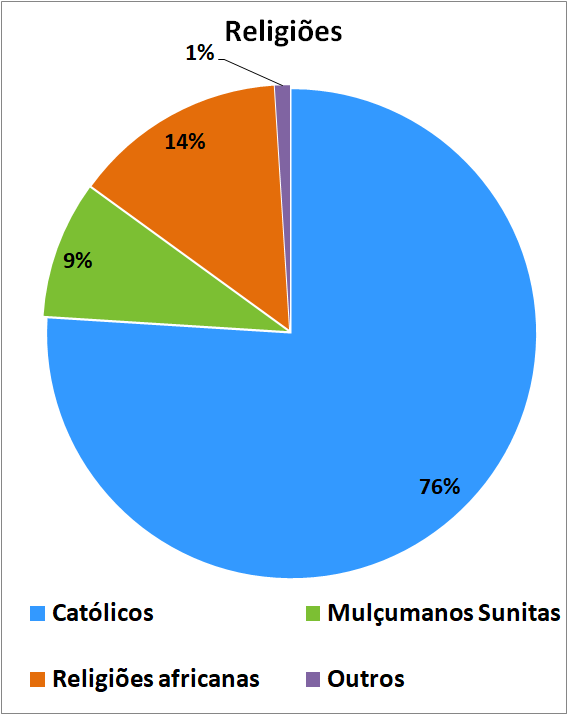
Religiões em Kisenge

Não existem dados precisos acerca da população da vila. No entanto estima-se que tenha 3500 habitantes.
A grande maioria da população da vila é cristã católica, no entanto existem pequenas minorias de muçulmanos sunitas e de religiões tradicionais africanas.
Até 1940 a esmagadora maioria da população falava kisetogo ou nagakala, línguas com base no banto. No entanto, a partir de 1940 o idioma francês também começou a estar presente na localidade. Em 1975, com Portugal a deixar as suas colónias africanas e com a independência de Angola, dezenas de emigrantes angolanos migraram para Kisenge. Assim, nas últimas décadas o idioma português foi sendo assimilado pela população e quase metade da população já fala português fluente e como primeira língua. Outro fator para o crescente número de falantes de português na vila é o grande investimento por parte do Brasil e de Angola e, em menor parte, por Portugal.

## Economia

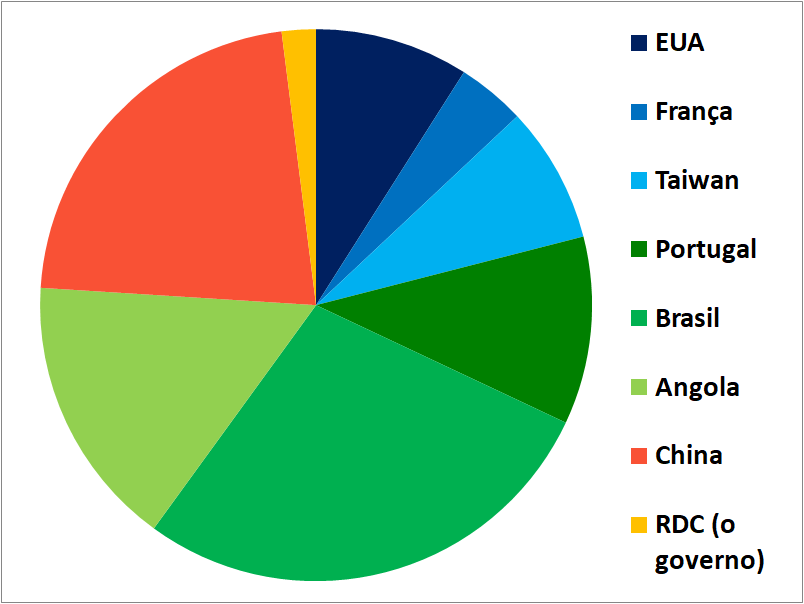
Investimentos económicos em Kisege - 2019

Kisenge possui uma das principais minas da província de Lualaba, com sua produção sendo escoada pelo Ramal de Kisenge do Caminho de Ferro de Benguela. O projeto alavancou em 2013, quando uma empresa brasileira construiu um complexo para a exploração de minerais e metais, empregando quase 40% de toda a população.
Anteriormente a economia da vila sustenta-se principalmente na desmatação da floresta e na venda da madeira. Em 2007, uma empresa com capital angolano e queniano comprou grandes porções de terra para o desmatamento, empregando grande parte da população.
Recentes investimentos por parte de Portugal e França levaram à construção do primeiro centro de saúde e de uma escola bilíngue (português e francês). Em 2011, investimentos chineses levaram à construção de uma grande fábrica de tintas, embora esta fábrica tenha empregado cerca de 25% da população, poluiu o lago da povoação. Além disso, a empresa começou a construção de uma escola para aprender chinês e de um pequeno complexo de apartamentos para abrigar trabalhadores chineses. Em 2012, a população revoltou-se e destruíu as construções. Atualmente, a construção destes edifícios foi abandonada.
Os Estados Unidos e Taiwan investiram na melhoria da infraestrutura da vila e nas telecomunicações.

## Infraestrutura
A vila possui um dos ramais do Caminho de Ferro de Benguela, que serve principalmente para transporte de minérios. O ramal liga a vila de Kisenge com a cidade de Diongo.